# Bistrița Bârgăului
Bistrița Bârgăului is een Roemeense gemeente in het district Bistrița-Năsăud.
Bistrița Bârgăului telt 4394 inwoners.